# Монастырь Святого Антония
Монастырь святого Антония (араб. دير الأنبا أنطونيوس‎ Dair al-Anbā Anṭūnīyūs) — древнейший христианский монастырь мира. Находится в 290 км к югу от Каира на севере мухафазы (провинции) Красное Море в районе нагорья Эль-Галала Аравийской пустыни, принадлежит Коптской православной церкви. Располагая площадью ок. 7,3 га, является крупнейшим по территории монастырем в Египте (за исключением монастыря вмц. Екатерины на Синае).

## История
В этих местах в скальном гроте выше монастыря вёл аскетический уединённый образ жизни и скончался отец монашества — святой Антоний Великий (251—356 гг.). Его младший современник святитель Афанасий, архиепископ Александрийский, написал житие Святого Антония.
После кончины святого место его уединения стало собирать многочисленных паломников из Сирии, Эфиопии, Египта и других стран.
Первые постройки монастыря были заложены в III веке. В V столетии в монастырь Святого Антония из-за постоянных набегов бедуинов начали переселяться монахи из Вади-Натрун. Молчаливый монах (Юстас Антоний) переселился в этот монастырь из Монастыря Павла Фивейского.
В XI веке монастырь разграбили и разрушили арабы, но копты восстановили его через 100 лет. В Средние века монастырь подолгу стоял заброшенным, без дверей; насельников было всего несколько.
Церковь Святого Антония, которая находится у южных стен монастыря, была построена в XVI веке. К западу от неё расположен храм Святых Апостолов. В этой церкви сохранилась фреска X века с изображением архангелов Михаила и Гавриила, а в её небольшой капелле фрески XI—XIII веков с изображениями первых Александрийских патриархов: евангелиста Марка, Петра, Афанасия, Феофила, Кирилла и др.

## В настоящее время
Литургия совершается в храме Святого Марка, построенном в XVIII веке. Как и в монастырях Вади-Натрун, в монастыре Святого Антония хранятся древние рукописи (1700 манускриптов) с текстами преимущественно на коптском и арабском языках.
Местом постоянного паломничества является пещера святого Антония, расположенная выше монастыря на высоте 276 м (680 м над уровнем Красного моря).
В 2002—2010 году государство провело реставрацию монастыря, которая обошлась в 14,5 миллионов долларов США.

## Галерея

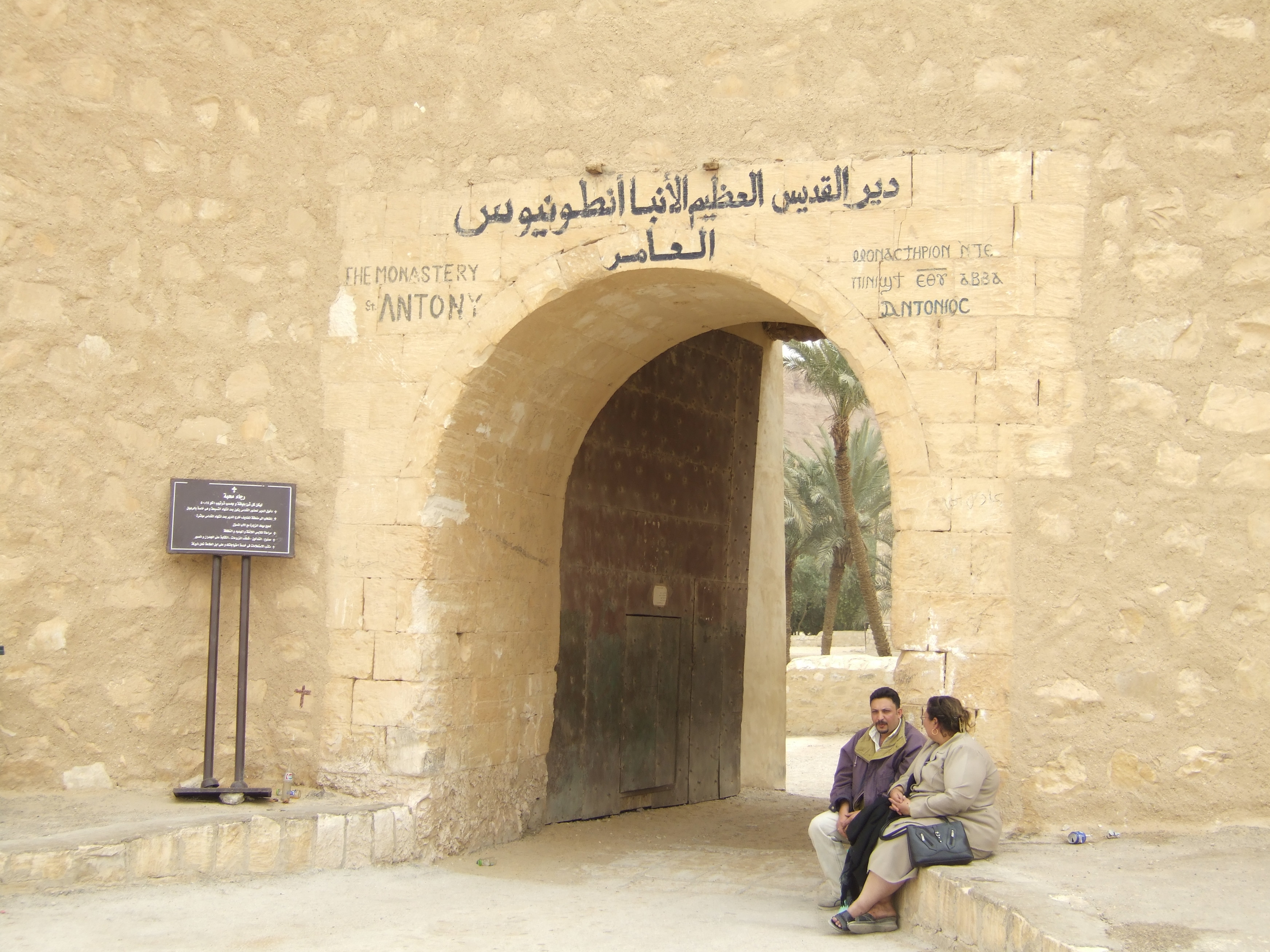
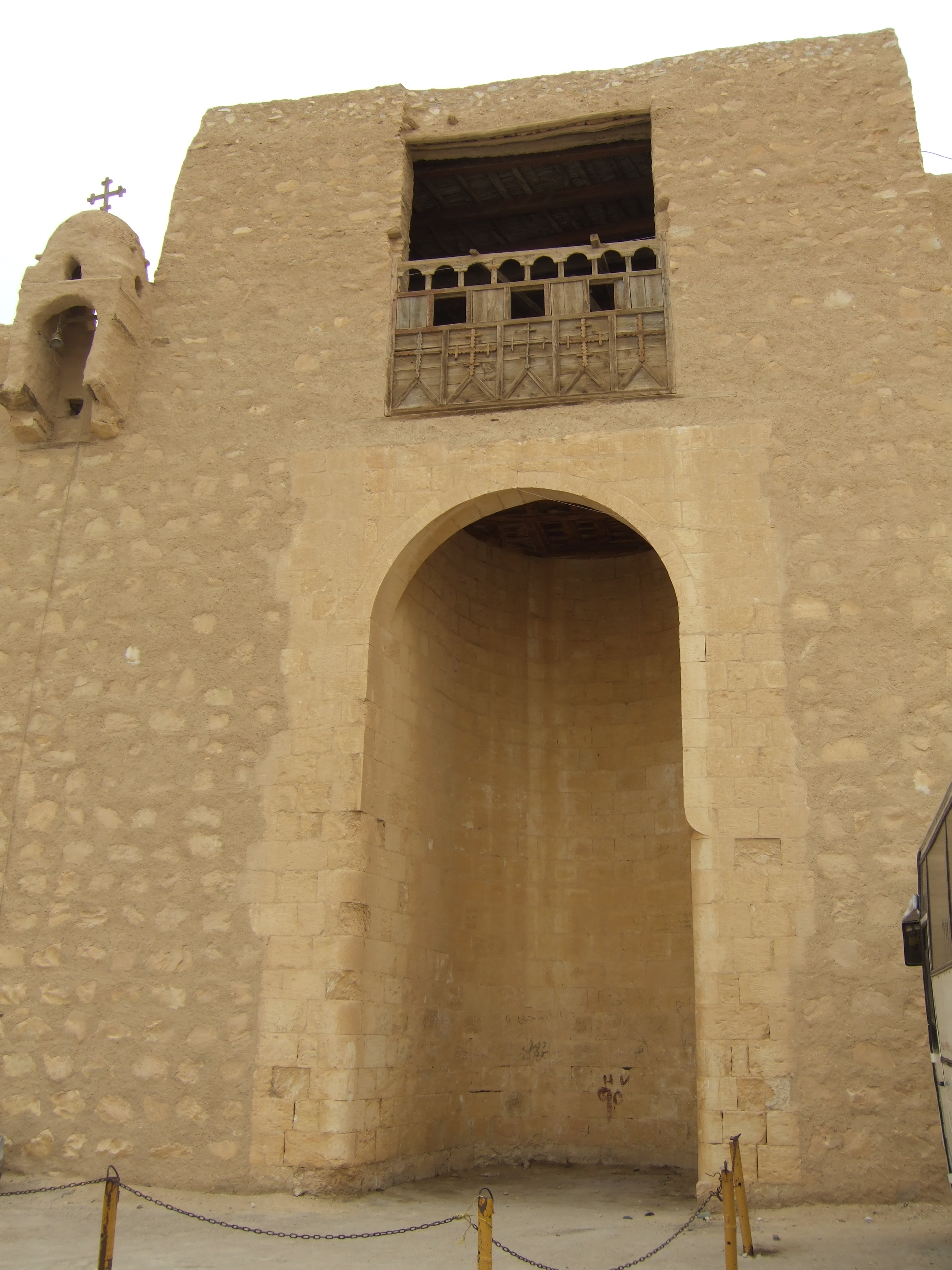
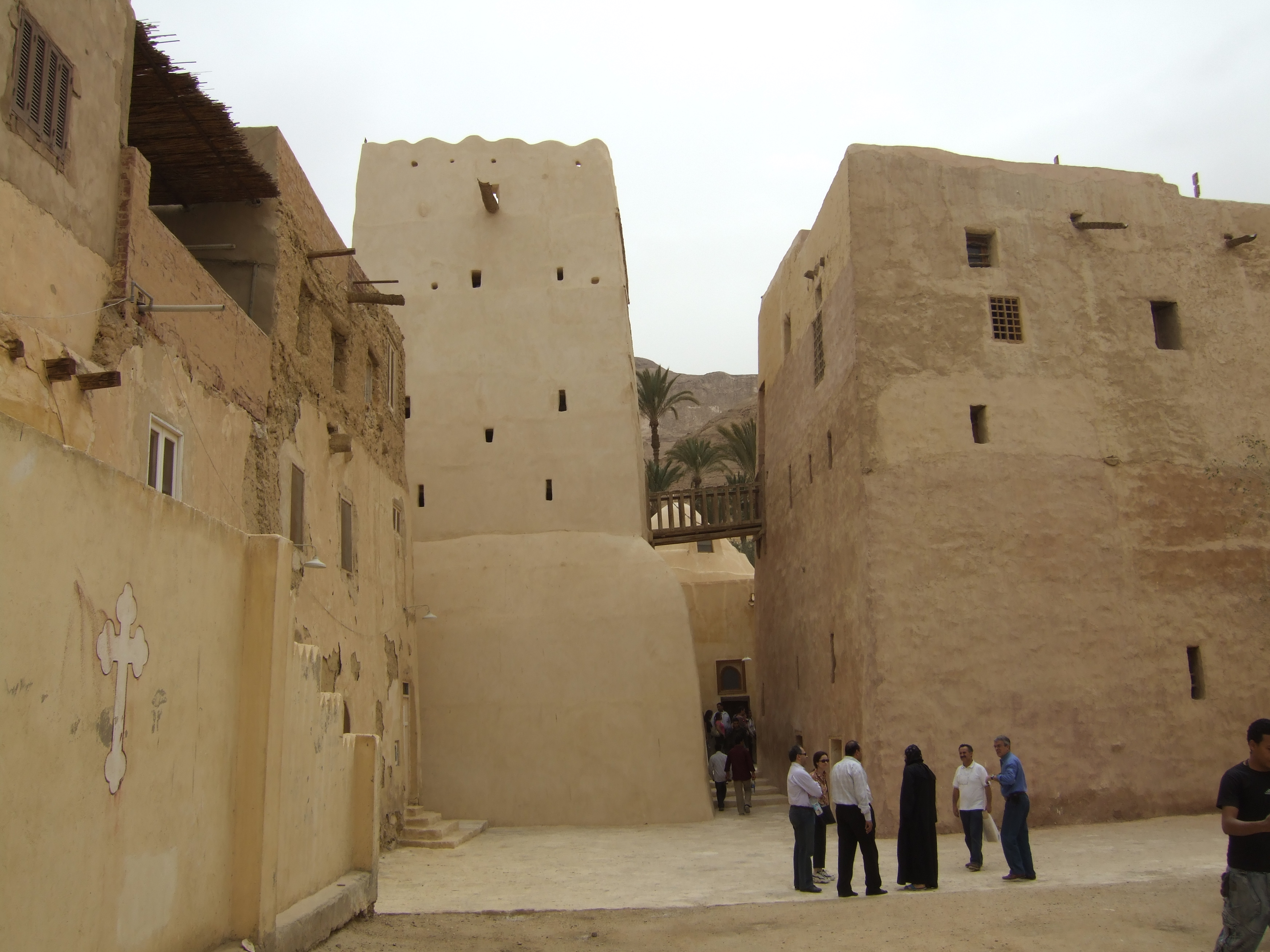
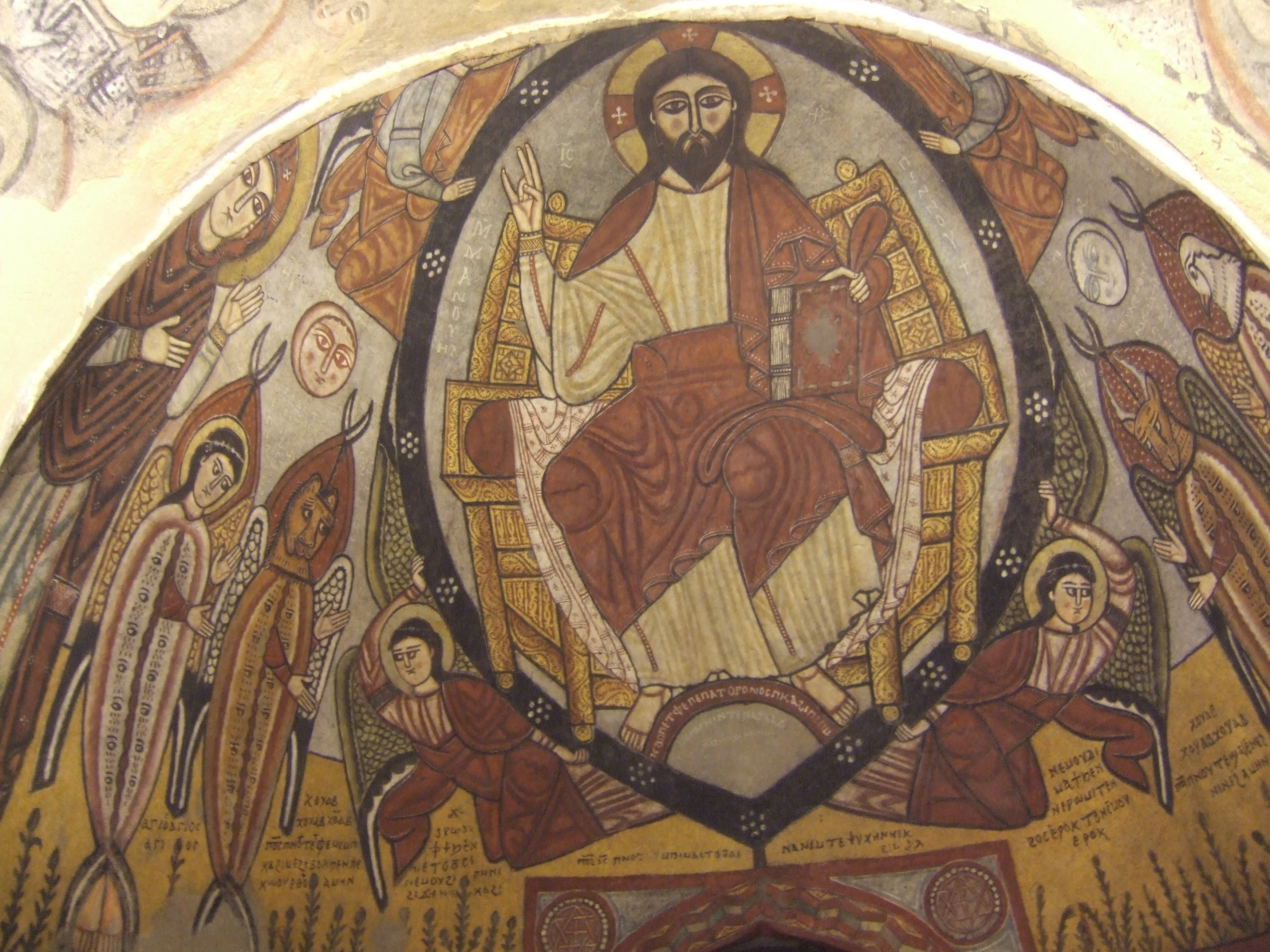
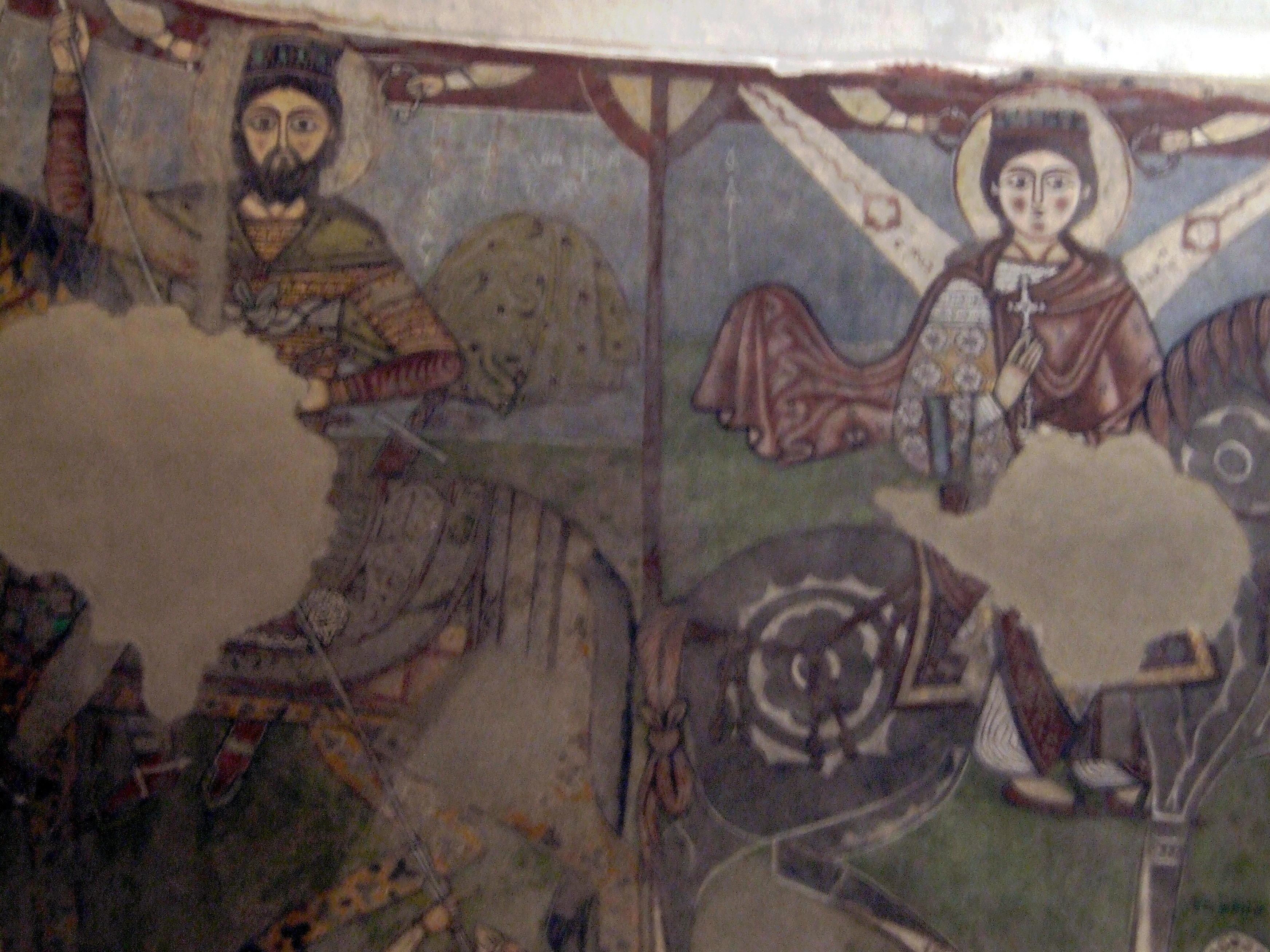
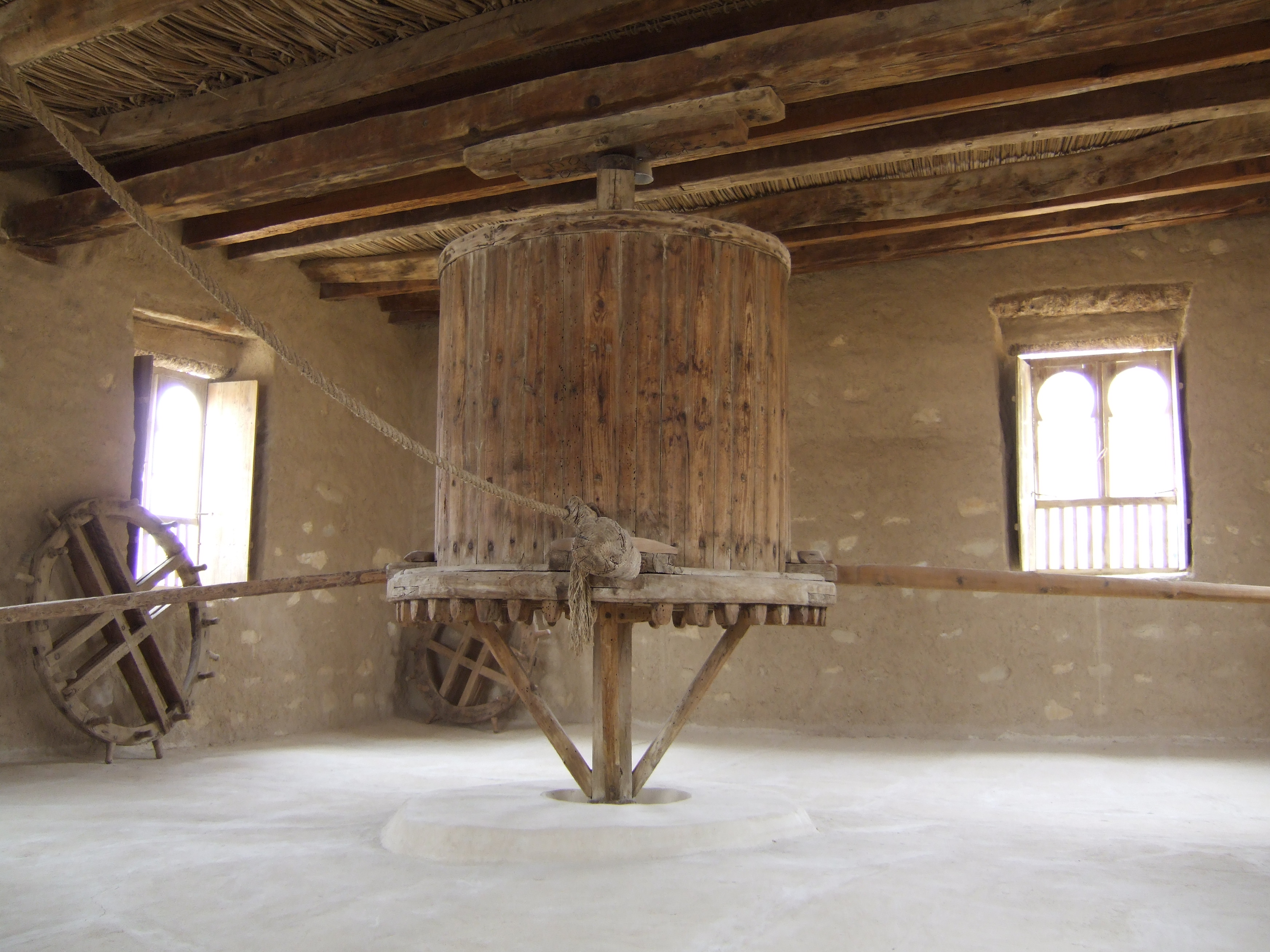